# Mihelffy Elvira
Mihelffy Elvira, K. Mihelfy Elvira, Komáromy Dezsőné (Nagyvárad, 1880. június 19. – ?) magyar újságíró, költő.

## Életútja
Korán jelentkezett verseivel a nagyváradi és budapesti sajtóban. A Szigligeti Társaság vezetőségének tagja. Az irodalmi rendezvényeken gyakran szerepelt verseivel, melyek közül többet Forgách Béla zenésített meg, Szabolcska Mihály pedig a Kisfaludy Társaságban mutatott be. A Tavasz és Magyar Szó munkatársa.

## Kötetei
- Versek (Budapest, 1911)
- Anica (Nagyvárad, 1913)
- A nagyváradi sajtó szerint 1936-ban újabb verseskötetet készült kiadni.